# جایزه گریمه

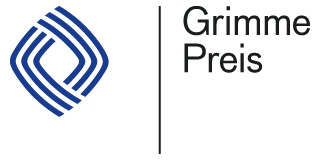
لوگوی جوایز گریمه در سال ۲۰۱۱

جایزه گریمه (آلمانی: Grimme-Preis; انگلیسی: Grimme Award) نام یک جایزهٔ تلویزیونی و یکی از معتبرترین جوایز تلویزیون آلمان است.
این جایزه، نامش را از سیاست‌مدار و نخستین رئیس «بنگاه خبرپراکنی شمال‌غربی آلمان»، آدولف گریمه می‌گیرد و آنرا به لحاظ اهمیت و اعتبار، «اسکار تلویزیون آلمان» لقب داده‌اند.
مراسم اهدای این جایزه، همه‌ساله در شهر مارل، آلمان واقع در ایالت نوردراین-وستفالن آلمان برگزار می‌شود و متولی برگزاری آن، «بنیاد گریمه» است.

## برندگان سرشناس
- Hans Abich (1978)
- ماریو آدورف (۱۹۹۴)
- Ernst Arendt (1990)
- Gabriel Barylli (1999)
- بن بکر (۱۹۹۳, ۱۹۹۵)
- یوریک بکر (۱۹۸۷, ۱۹۸۸)
- مارتین بنرات (۱۹۹۹)
- Bernd das Brot (2004)
- توماس برنهارت (۱۹۷۲)
- فرانک بایر (۱۹۹۱)
- Alfred Biolek (1983)
- سوزان فون بورژودی (1981)
- Friedhelm Brebeck (199?)
- هاینریش برلوئر (۱۹۸۱, ۱۹۸۳, ۱۹۸۴, ۱۹۸۸, ۱۹۹۲, ۱۹۹۴, ۲۰۰۲)
- نادشا برنیکه (2000)
- Roman Brodmann (1967)
- لوریو (۱۹۶۸, ۱۹۷۳)
- Axel Corti (۱۹۸۵, ۱۹۸۷, ۱۹۹۵)
- Gerhard Delling (۲۰۰۰, به‌همراه گونتر نتسر)
- Renan Demirkan (1990)
- هلموت دیتل (۱۹۸۷, ۱۹۸۸)
- Hoimar von Ditfurth (۱۹۶۸, ۱۹۷۴)
- Olli Dittrich (۱۹۹۵, ۲۰۰۳, ۲۰۰۵, ۲۰۱۶)
- Elfie Donnelly (1979)
- Tankred Dorst (1970)
- Ruth Drexel (1989)
- Klaus Emmerich (۱۹۸۴, ۱۹۹۰)
- آنکه انگلکه (۱۹۹۹, ۲۰۰۳)
- راینر ورنر فاسبیندر (۱۹۷۴)
- Herbert Feuerstein (1994)
- ورونیکا فرس (۲۰۰۲)
- Helmut Fischer (1990)
- Florian Fitz (1991)
- Veronika Fitz (1990)
- Jürgen Flimm (1991)
- Nina Franoszek (1998)
- یانتیه فریز (۲۰۱۸, به‌همراه باران بو اودار)
- برونو گانتس (۱۹۹۹)
- مارتینا گدک (۱۹۹۸, ۲۰۰۲)
- گوتز جرج (۱۹۸۹, ۱۹۹۶)
- Franz Xaver Gernstl (۱۹۹۲, ۲۰۰۰)
- Hans-Dieter Grabe (۱۹۷۰, ۱۹۸۵, ۱۹۹۴)
- دومینیک گراف (۱۹۹۷, ۱۹۹۸, ۱۹۹۹, ۲۰۰۳, ۲۰۰۶, ۲۰۰۷, ۲۰۰۸, ۲۰۱۰, ۲۰۱۱, ۲۰۱۲)
- هربرت گرونمیر (۱۹۸۸)
- Jörg Gudzuhn (1998)
- هاینتس هابر (۱۹۶۵, ۱۹۶۷)
- یوزف هادر (۲۰۱۰)
- Peter Hamm (1978)
- کورینا هارفوش (۱۹۹۷)
- Wendelin Haverkamp (1994)
- Elke Heidenreich (1985)
- Gert Heidenreich (1986)
- Jürgen Hentsch (2002)
- Dieter Hildebrandt (۱۹۷۶, ۱۹۸۳, ۱۹۸۶, ۲۰۰۴)
- Hans Hirschmüller (1990)
- Werner Höfer (۱۹۶۷, ۱۹۸۲)
- Jörg Hube (۱۹۹۲, ۱۹۹۳)
- والتر جنس (1984)
- هلموت کویتنر (۱۹۶۸)
- موریسیو کاگل (۱۹۷۰, ۱۹۷۱)
- Oliver Kalkofe (1996)
- Peter Keglevic (2002)
- Otto Kelmer (1993)
- Hape Kerkeling (1991)
- Heinar Kipphardt (1965)
- ماریان کخ (۱۹۷۶)
- سباستیان کخ (۲۰۰۲)
- Oliver Korittke (2000)
- Lars Kraume (2000)
- نیکولته کربیتس (۱۹۹۴, ۱۹۹۵)
- Peter Krieg (۱۹۸۱, ۱۹۸۳)
- مانفرد کروگ (۱۹۸۷, ۱۹۸۸)
- Hans-Joachim Kulenkampff (1985)
- Stefan Kurt (1997, 1999)
- Klaus Lemke [de] (1979)
- Michael Lentz (۱۹۸۳٬۱۹۸۶)
- Jürgen von der Lippe (۱۹۹۴, ۲۰۰۷)
- Lyrikline.org (2005)[۵]
- کلاوس لوویتچ (۱۹۹۸)
- Peter Lustig (۱۹۸۰٬۱۹۸۲)
- آرمین مایوالت (۱۹۸۸)
- Karl-Dieter Möller (1998)
- توبیاس مورتی (۱۹۹۹, ۲۰۰۲)
- آرمین مولر-اشتال (۲۰۰۲)
- گونتر نتسر (۲۰۰۰, به‌همراه Gerhard Delling)
- Christine Neubauer (۱۹۹۲, ۱۹۹۹)
- Monika Neven du Mont (1996)
- Jennifer Nitsch (1995)
- باران بو اودار (۲۰۱۸, به‌همراه یانتیه فریز)
- Leonie Ossowski (۱۹۷۳, ۱۹۸۰)
- Heinrich Pachl (1986)
- Lucia Palacios (2008)
- Peter Patzak (1985)
- دیتر فاف (۱۹۹۶)
- Jo Pestum
- Sissi Perlinger (1997)
- Michael Pfleghar (1975)
- ولفگانگ پترسن (۱۹۷۸)
- کریستین پتزولد (۲۰۰۳, ۲۰۰۵)
- Ulrich Plenzdorf (1995)
- ییندریخ پولاک (۱۹۸۱, ۱۹۹۳)
- Gerhard Polt (۱۹۸۱, ۱۹۸۳)
- Klaus Pönitz (1993)
- Ponkie (1991)
- Dietmar Post (2008)
- Willy Purucker (1992)
- ویل کوادفلیگ (۱۹۹۴)
- Leonhard Reinirkens (1967)
- سوفی رویز (۲۰۰۲)
- گرنوت رل (۱۹۸۲, ۱۹۸۵, ۱۹۹۳, ۲۰۰۰)
- Lea Rosh (۱۹۸۳, ۱۹۸۵)
- Jürgen Rühle (1980)
- اودو سامل (۱۹۸۷)
- اتو زاندر (۱۹۹۵)
- هانس-کریستیان اشمیت (۱۹۹۸)
- Werner Schmidbauer (1984)
- Harald Schmidt (۱۹۹۲, ۱۹۹۷, ۲۰۰۲)
- Kolin Schult (1996)
- رولف شوبل (۱۹۷۰, ۱۹۷۲, ۱۹۸۶, ۱۹۹۰)
- والتر زلمایر (۱۹۷۳)
- Eyal Sivan (2001)
- Walter Sittler (1998)
- Martin Sonneborn (2014)
- Oliver Stritzel (1996)
- کاتارینا تالباخ (۱۹۹۷)
- Robert Thalheim (2011)
- لارس فون تریه (۱۹۹۶)
- اولریش توکور (۲۰۰۰)
- Thomas Valentin (1981)
- دانا واورووا (۱۹۸۳)
- برنهارد ویکی (۱۹۸۸)
- Lida Winiewicz (1976)
- Rainer Wolffhardt (۱۹۶۸, ۱۹۹۲)
- پیتر تسادک (۱۹۷۰, ۱۹۷۲)
- Helmut Zenker (1985)
- Dieter Zimmer (1988)
- Eduard Zimmermann (1967)
- Jan Böhmermann (۲۰۱۴, ۲۰۱۶)